# Mohsen Pezeshkpour
Mohsen Pezeshkpour (persiska: محسن پزشک‌پور), född 22 februari 1928 i Teheran, Persien, död 6 januari 2011 i Teheran, var en iransk jurist och paniranistisk politiker och samhällsaktivist som tjänstgjorde som ledamot i Irans parlament mellan 1967 och 1971 samt mellan 1975 och 1979. Han var grundare av och partiledare för det Paniranistiska partiet.

## Karriär
Mohsen Pezeshkpour föddes i stadsdelen Amir Abad i Irans huvudstad Teheran. Hans ungdomsår sammanföll med de allierades invasion av Iran 1941 och den följande Irankrisen 1946 då Sovjetunionen hotade att annektera nordöstra delen av landet. Dessa händelser gjorde starkt intryck på Pezeshkpour som deltog i organiserade aktioner mot ockupationsmakterna och skrev slagord mot de sovjetiska och brittiska styrkorna på Teherans husväggar.
1947 bildade Mohsen Pezeshkpour den paniranistiska rörelsen (maktab-e panirānism) tillsammans med några av sina ungdomsvänner Dariush Foruhar, Alireza Rais, Khodadad Farmanfarmaian och Mohammad-Reza Ameli Tehrani. Rörelsen hade som syfte att arbeta för försvaret av Irans självständighet och suveränitet samt att kämpa för en kulturell återförening av de iranska folken i Västasien och Centralasien. 
1951 grundade Pezeshkpour och Foruhar, som vid tidpunkten var juridikstudenter vid Teherans universitet, det Paniranistiska partiet (Hezb-e Pān-Irānist). Partiet registrerades officiellt i Iran och var tillåtet att fritt verka i landet. Foruhar lämnade kort därefter partiet eftersom han motsatte sig Pezeshkpours stöd till den styrande Pahlavidynastin. Foruhar bildade ett eget republikanskt nationalistparti vid namn Nationen Iran (Mellat-e Iran), som hade en tydlig paniranistisk profil. I parlamentsvalet samma år allierade sig Nationen Iran med Mohammad Mossadeghs valallians Nationella fronten (Jebhe-ye Melli).
Pezeshkpour avlade en juristexamen och öppnade en advokatbyrå i Teheran. 1967 blev han invald i landets parlament där han tjänstgjorde i fyra år och var ledare för den paniranistiska partigruppen. 1971 hamnade han i en kortvarig konflikt med shahen Mohammad Reza Pahlavi efter att han hållit ett berömt brandtal i parlamentet i vilket han fördömde Irans samtycke till Bahrains självständighet. Iran hade fram till dess gjort officiellt anspråk på det lilla riket i Persiska viken som under flera historiska perioder tillhört Iran.
1975 blev Iran en enpartistat efter ett kejserligt dekret. Pezeshkpour blev medlem i det nybildade Rastakhizpartiet och invaldes samma år i parlamentet där han tjänstgjorde en andra gång fram till den iranska revolutionen 1979. Han lämnade landet när islamisterna tog makten och återvände först 1991. Efter hemkomsten till Iran fortsatte Pezeshkpour informellt sin politiska verksamhet i Paniranistiska partiet vars struktur han bidrog till att förnya.

## Benämningen "heligt försvarskrig"
När Iran–Irak-kriget utbröt 1980 i samband med att Saddam Husseins styrkor angrep västra Iran var Pezeshkpour den förste som benämnde försvaret som ett "heligt försvarskrig" (defā'-e moqaddas). Han uppmanade alla iranier att delta i försvaret av sitt hemland.

## Begravning
Pezeshkpour avled efter en tids sjukdom i Teheran 2011 och begravdes i hemlighet i staden Karaj under övervakning av landets säkerhetstjänst.